# L'estasi dell'oro
L'estasi dell'oro (o The Ecstasy of Gold) è un brano composto dal musicista italiano Ennio Morricone per la colonna sonora del film di Sergio Leone Il buono, il brutto, il cattivo, ricordata in particolare per essere il sottofondo musicale della scena in cui Tuco (Eli Wallach) cerca freneticamente, nel cimitero, la tomba dove si trovano 200 000 dollari in oro. La voce solista nel brano è quella della cantante Edda Dell'Orso.

## Cover e altri utilizzi
- Dal 2004 il duo radiofonico americano Opie and Anthony ha usato varie volte la colonna sonora.
- I Ramones erano soliti utilizzare il brano come introduzione ai loro concerti.
- Anche i Metallica utilizzano il brano come apertura dei propri concerti fin dal 1983 (apparendo come introduzione negli album dal vivo Live Shit: Binge & Purge e S&M). Inoltre realizzarono una versione rock per l'album tributo del 2007 We All Love Ennio Morricone, che venne nominata per il Grammy Award nella categoria Best Rock Instrumental Performance. Quest'ultima versione inoltre venne eseguita dal vivo il 28 luglio 2009 a Copenaghen.[1][2]
- Il violoncellista Yo-Yo Ma ha registrato la canzone nel suo album di tributo a Morricone, Yo-Yo Ma Plays Ennio Morricone.
- La scena iniziale di Jackass Number Two (2006) si apre con The Ecstasy of Gold.
- È stata usata come base da Jay-Z per la canzone Blueprint 2, nel suo album del 2002 The Blueprint²: The Gift & the Curse.
- È stato fatto un campionamento da Breez Evahflowin insieme a Immortal Technique intitolato Land of the Gun nell'album Stronghold Mixtape Vol. 2.
- È stato fatto un campionamento per il videogioco Wild Arms come sottofondo della mappa del mondo.
- Nel festival scozzese T in the Park del 2007, il gruppo indie rock dei Kasabian, usò The Ecstasy of Gold per entrare sul palco. Inoltre è stato usato nell'Hogmanay di Edimburgo Concert in the Park per il Capodanno 2007-2008.
- È usata dal wrestler Eddie Kingston.
- È stata suonata prima dell'inizio della finale del campionato mondiale di calcio 2018.
- È la musica utilizzata come colonna sonora durante la premiazione cinematografica dei David di Donatello.
- È stato fatto un campionamento del brano da parte di vari artisti, Overload X, Bone Thugs-N-Harmony, Coolio, J. West, Raekwon e Egreen.[3]
- È stata usata come brano di sottofondo dalla nazionale di ginnastica ritmica dell'Italia nel torneo a squadre dei giochi della XXXIII Olimpiade.